# Виртуоз
Виртуо́з (итал. virtuoso — от лат. virtus — доблесть, талант) — исполнитель (чаще музыкант), мастерски владеющий техникой искусства; человек, достигший в работе высшей степени мастерства.

## Определение виртуозности
В работе «Музыка в западном мире» Пьеро Вайса и Ричарда Тарускина можно найти следующее определение виртуозности:
…виртуозом был, изначально, высокоталантливый музыкант, но в XIX веке термин сузился до обозначения исполнителей, вокальных или инструментальных, чья исполнительная техника была так отточена, что изумляла публику.
Определяющим элементом виртуозности является исполнительская способность данного музыканта, который способен показывать проявления своего мастерства намного лучше среднего исполнителя. Музыкантов, сосредоточенных на виртуозности, часто критикуют за то, что они не обращают внимания на суть и эмоциональность, ограничиваясь техническим мастерством. Несмотря на технические аспекты виртуозности, многие виртуозы успешно избегают причисления к таким категориям, параллельно концентрируясь и на других аспектах музыки во время сочинения или исполнения музыки.
В Италии термин «virtuoso» также обычно использовался для обозначения группы экспертов по баллистике, инженеров, артиллеристов и специалистов по механике и динамике, образовавшейся в конце XVII века в ответ на распространившееся использование пороха в Европе.
В других контекстах, виртуозность может быть обобщена для обозначения лица, которое технически выделяется в какой-то области человеческих знаний, хотя это слово обычно используется в контексте изобразительных искусств.

## История
Значение слова «виртуоз» берёт своё начало в Италии XVI—XVII вв. Это был почётный термин, предназначенный для человека, отметившегося в любой интеллектуальной или художественной области. Термин со временем развился, одновременно расширившись и сузившись в размахе, в то время как новые интерпретации входили в моду и выходили из неё и разворачивались дебаты. Изначально музыканты удостаивались такой классификации, будучи композиторами, теоретиками или знаменитыми маэстро, что было важнее, чем мастерское исполнение.
XVII и XVIII века застали искажение и утрирование термина, которое началось с того, что большое число музыкантов потакало своим слабостям, не задумываясь о достоинстве. Себастьян де Броссар в своём Dictionaire de Musique (Париж, 1703)   подошёл к слову «виртуоз» с его латинского корня, «virtu», подчеркнув исключительные тренировки, особенно теоретические. Эта позиция также была защищена в Musicalisches Lexicon Иоганн Готфрид Вальтера (1732), который ставил теоретика выше исполнителя. Johan Matthenson's Der brauchbare Virtuoso  (1720) сохранил уважение к традиционному «theoretische Virtuosen» (теоретическому виртуозу), но также отдал дань и «virtuosi prattici» (виртуозу-исполнителю).
Иоганн Кухнау в своём Der musikalische Quack-Salber (1700) дал определение «настоящему виртуозу», снова сделав акцент на теории («der wahre Virtuose»), описав «высоко одарённого музыканта» («der glückselige Musicus») или «виртуоза-исполнителя» как всего лишь инструмент.
В конце XVIII века термин стал использоваться для описания музыканта, инструменталиста или вокалиста, который избрал карьеру солиста. Напряжение по поводу заслуг практической виртуозности стало в то же время расти и усилилось в XIX веке, с тех пор оставшись открытым спором. Ференц Лист объявил, что «виртуозность — не детище музыки, а её необходимый элемент» (Gesammelte Schriften, iv, 1855-9). Рихард Вагнер оказал сопротивление «несерьёзности и показным способностям исполнителя», сильно выражая своё мнение «Настоящее достоинство виртуоза основывается исключительно на достоинстве, которое он может сохранить для творчества; если же он ведёт себя легкомысленно и шутит с этим, он отбрасывает свою честь. Он — посредник творческой идеи» (Gesammelte Schriften; English translation, vii, 1894-9, p.112). Примером уничижительных значений, появившихся в этой эпохе, служат новые немецкие выражения, такие как «Virtuosenmachwerk» (piece of routine display) и «Pultvirtuoso» (оркестровый игрок виртуозного темперамента). 
Р. Роллан отмечая роль виртуозов в снижении музыкальных вкусов так как они пользуются благосклонностью публики часто в ущерб исполняемого произведения,  писал: «Виртуоз, значение которого не следует недооценивать и которого следует уважать, если он является почтительным и проникновенным истолкователем гения, сплошь и рядом, особенно же в латинских странах, брал на себя печальную роль в деле снижения музыкального вкуса; бесплодная виртуозность превращает искусство в пустыню». 